# Кочкино (Костромская область)
Кочкино — упразднённая деревня в Кадыйском районе Костромской области. Входила в состав Столпинского сельского поселения. Исключена из учётных данных в 2024 году.

## География
Находится в юго-восточной части Костромской области на расстоянии приблизительно 42 км на юг-юго-запад по прямой от районного центра поселка Кадый на левобережье реки Желвата.

## История
Известна была с 1872 года как деревня с 3 дворами, в 1907 году отмечено здесь было 12 дворов. По состоянию на 2020 год представляет собой урочище.

## Население
| 2008 | 2010 | 2014 |
| ---- | ---- | ---- |
| 0    | →0   | →0   |

Постоянное население составляло 37 человек (1872 год), 55 (1897), 593 (1907), 2 в 2002 году (русские 100 %), 0 в 2022.